# E3 BinckBank Classic 2019
62. ročník jednodenního cyklistického závodu E3 BinckBank Classic se konal 29. března 2019 v Belgii. Vítězem se stal Čech Zdeněk Štybar z týmu Deceuninck–Quick-Step. Na druhém a třetím místě se umístili Belgičané Wout van Aert (Team Jumbo–Visma) a Greg Van Avermaet (CCC Team).

## Týmy
Závodu se zúčastnilo celkem 25 týmů, všech 18 UCI WorldTeamů a 7 UCI Professional Continental týmů. Každý tým přijel se 7 jezdci, na start se celkem postavilo 175 jezdců. Do cíle v Harelbeke dojelo 99 jezdců.
UCI WorldTeamy
- AG2R La Mondiale
- Astana
- Bahrain–Merida
- Bora–Hansgrohe
- CCC Team
- Deceuninck–Quick-Step
- EF Education First
- Groupama–FDJ
- Lotto–Soudal
- Mitchelton–Scott
- Movistar Team
- Team Dimension Data
- Team Jumbo–Visma
- Team Katusha–Alpecin
- Team Sky
- Team Sunweb
- Trek–Segafredo
- UAE Team Emirates

UCI Professional Continental týmy
- Cofidis
- Direct Énergie
- Israel Cycling Academy
- Roompot–Charles
- Sport Vlaanderen–Baloise
- Wallonie Bruxelles
- Wanty–Gobert

## Výsledky
| Pořadí | Jezdec                  | Tým                   | Čas        |
| ------ | ----------------------- | --------------------- | ---------- |
| 1      | Zdeněk Štybar (CZE)     | Deceuninck–Quick-Step | 4h 43' 05" |
| 2      | Wout van Aert (BEL)     | Team Jumbo–Visma      | + 0"       |
| 3      | Greg Van Avermaet (BEL) | CCC Team              | + 0"       |
| 4      | Alberto Bettiol (ITA)   | EF Education First    | + 0"       |
| 5      | Bob Jungels (LUX)       | Deceuninck–Quick-Step | + 3"       |
| 6      | Nils Politt (GER)       | Team Katusha–Alpecin  | + 1' 04"   |
| 7      | Matteo Trentin (ITA)    | Mitchelton–Scott      | + 1' 04"   |
| 8      | Oliver Naesen (BEL)     | AG2R La Mondiale      | + 1' 04"   |
| 9      | Jasha Sütterlin (GER)   | Movistar Team         | + 1' 04"   |
| 10     | Marc Hirschi (SUI)      | Team Sunweb           | + 1' 04"   |